# Куликалы Первые
Куликалы Первые (мар. Когосир) — деревня в Горномарийском районе Республики Марий Эл. Входит в состав Еласовского сельского поселения.

## География
Находится в юго-западной части республики Марий Эл на расстоянии приблизительно 13 км на юг от районного центра города Козьмодемьянск.

## История
В XVI—XVIII веках была известна как деревня Большая Юл Шудермара. В 1717 году в этой общине-деревне насчитывалось 29 дворов (141 человек); а в 1795 году в деревне Большая Шудермара «Сиваево тож» имелось 26 дворов, не считая выселков. В 1859 году в деревне Большая Юл Шудермара (Куликалы) было 65 дворов (383 человек), в 1897 году — 91 двор (446 человек), а в 1915 году — 91 двор с населением в 514 человек. В 1921 году в деревне Куликалы (Первые, Вторые, Третьи) было 93 двора (447 человек), а в 1925 году — 478 человек. В 1929 году в деревне Первые Куликалы числилось 45 дворов с населением в 205 человек. В 2001 году здесь было 48 дворов, в том числе 5 пустующих. В советское время работали колхозы «Красная нива» и им. Тельмана.

## Население
Население составляло 125 человек (горные мари 98 %) в 2002 году, 98 в 2010.